# Boulevard de l'Ouest (Rouen)
Pour les articles homonymes, voir Boulevard de l'Ouest.
Le boulevard de l'Ouest est une voie publique de la commune de Rouen.

## Situation et accès
Le boulevard de l'Ouest est situé à Rouen. Au départ de l'avenue Bernard-Bicheray (RD 982), il mène à la commune de Val de la Haye et à la zone portuaire de Rouen rive droite, ainsi qu'au pavillon Flaubert. Mais la première infrastructure desservie est le port de plaisance de Rouen. 
Il prend fin avec le boulevard de Croisset, aménagé en 1882 sur la commune de Canteleu.
Son rôle est avant tout dévolu à la desserte portuaire industrielle du «quai Marcel-Marais». Côté Seine, les arbres qui le bordent n'empêchent pas d'apercevoir les grues, silos, conteneurs, bâtiments de stockage et autres terre-pleins. Les vestiges d'appareils de voie sont inscrits dans le bitume de la chaussée. Au no 9 se trouvent d'immenses installations en béton armé et brique de stockage de la semoulerie Pastacorp réalisation de l'architecte Jacques Duvaux en 1953-1956. Les vastes espaces au bas des coteaux, à l'opposé, reçoivent un groupe de multiples faisceaux de triage ferroviaire.
Au no 14 se trouve le siège de l'Union rouennaise d'acconage. Marcel Marais († 2021), un ancien dirigeant, a donné son nom au «quai de l'Ouest» en 2017.
Quai de l'OuestAnciennement encore dénommé « quai d'Afrique » et mis en service en 1963. Ses voies ferrées aménagées sur le quai ont servi au déplacement des tubes Vallourec en vue de leur chargement à bord des navires spécialisés. Le porte-conteneurs Safmarine Suguta y a été amarré. Le quai de l'Ouest offre une superficie de 5 ha, une longueur de quais de 800 m, 3 grues sur rails et un hangar de 3 000 m2.

## Origine du nom
Le boulevard portuaire est la seule artère à se situer à l'extrême ouest de la commune de Rouen.